# Luis Casanova
Luis Ignacio Casanova Sandoval (Rancagua, 1º luglio 1992) è un calciatore cileno, difensore dell'Universidad de Chile.